# Barão de São João de Areias
Barão de São João de Areias é um título nobiliárquico criado por D. Maria II de Portugal, por Decreto de 12 de Agosto de 1845, em favor de Francisco de Serpa Saraiva.
Titulares
1. Francisco de Serpa Saraiva, 1.º Barão de São João de Areias;
2. Manuel de Serpa Pimentel, 2.º Barão de São João de Areias.

Após a Implantação da República Portuguesa, e com o fim do sistema nobiliárquico, usaram o título:
1. Jorge de Serpa Pimentel, 3.º Barão de São João de Areias, 2.º Marquês de Gouveia;
2. Jorge de Paiva Brandão de Serpa Pimentel, 4.º Barão de São João de Areias, 3.º Marquês de Gouveia;
3. Bernardo Correia de Sampaio de Serpa Pimentel, 5.º Barão de São João de Areias.[2]